# 阿爾克馬爾測量所

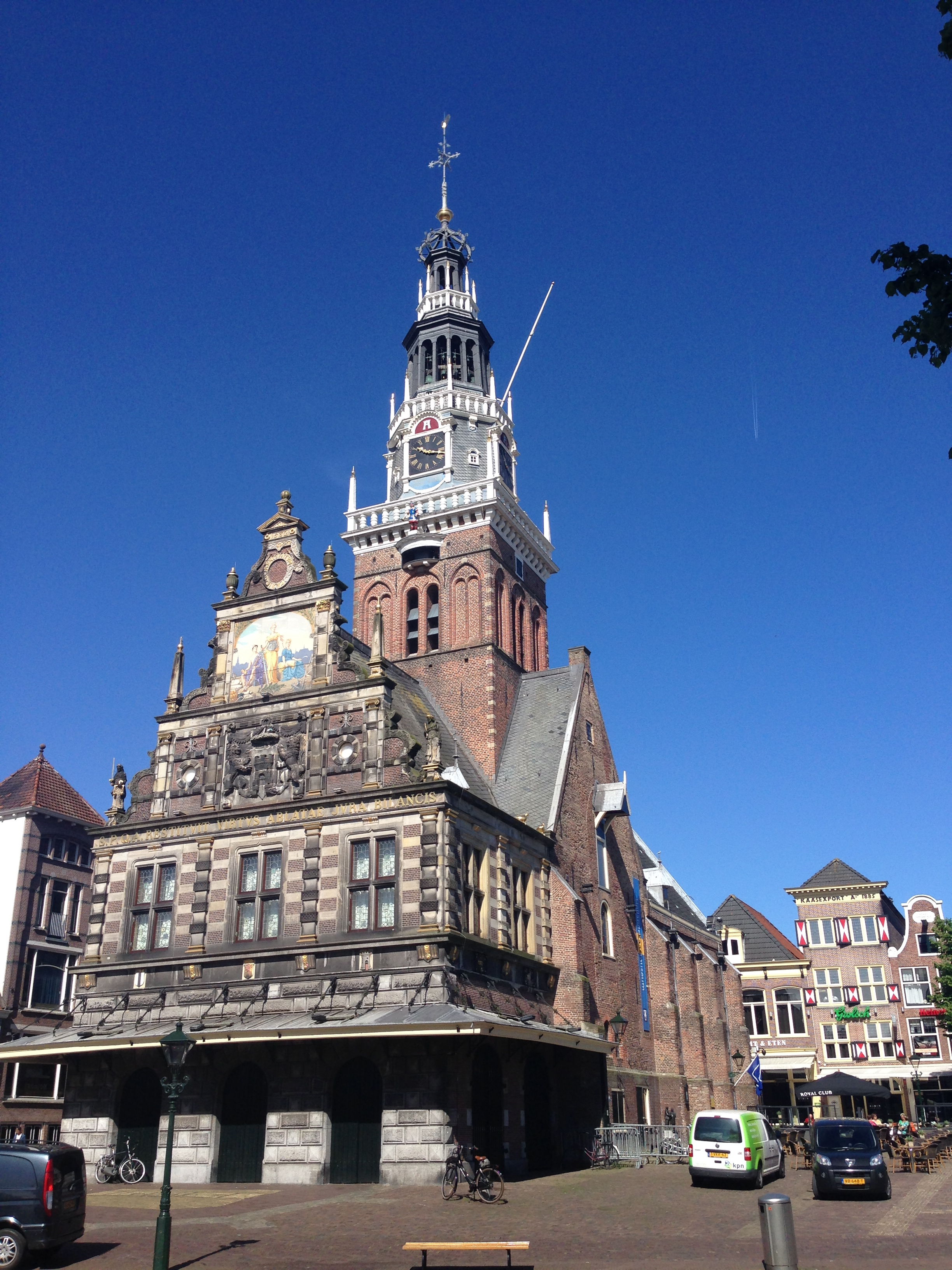
阿爾克馬爾測量所

阿爾克馬爾測量所（荷蘭語：Waag）是位於荷蘭城市阿爾克馬爾的一座建築。阿爾克馬爾測量所是荷蘭的國家紀念建築和保護建築，測量所前的廣場在4月至9月的第二週會舉辦奶酪市場。

## 外部連結
- Meilink-Hoedemaker Laura J. - The Amsterdam bellfoundery under Claude Fremy （页面存档备份，存于）
- Cheesmarked Alkmaar （页面存档备份，存于）
- Tourist information Alkmaar （页面存档备份，存于）
- Dutch cheese museum （页面存档备份，存于）

52°37′53″N 4°45′01″E / 52.6314°N 4.7503°E